# Pogonostyla
Pogonostyla is een geslacht van wantsen uit de familie van de Tingidae (Netwantsen). Het geslacht werd voor het eerst wetenschappelijk beschreven door Carl John Drake in 1953.

## Soorten
Het genus bevat de volgende soorten:

- Pogonostyla afra Drake & Smithers, 1958
- Pogonostyla crispa Drake
- Pogonostyla delicata Duarte Rodrigues, 1978
- Pogonostyla discrega Drake & Smithers, 1958
- Pogonostyla herana Drake
- Pogonostyla intonsa Drake, 1953
- Pogonostyla natalicola (Distant, 1902)
- Pogonostyla nigeriana Duarte Rodrigues, 1982